# 華塞格格
華塞格格，姓氏及出身暫𣎴詳，清朝康熙帝之早期嬪御:259。

## 生平
從康熙朝內務府《奏銷檔》的記載來看，康熙帝的祖母太皇太后布木布泰至少在康熙二年和康熙五年為康熙帝選送過內務府女子，華塞可能即在這一階段被選入宮中。目前並不清楚華塞入宮之後是否充任過宮女，以及她是在何時、以何情況被康熙帝收為後宮主位。康熙八年七月二十八日，太皇太后下達旨意，增加康熙帝位下諸位庶妃的服緞疋數。其中，除了已經生育子女的馬佳氏和張氏分別升為服二十匹緞格格、服十八匹緞格格之外，還有五位名為格蘭珠、烏鼐、安姐、華塞、觀姐的格格晉升為服十二匹緞格格。對比之後的康熙朝內務府檔案，可知華塞此時位分等級高於康熙二十一年服九匹緞之常侍女子，但遠低於服二十匹緞之貴格格。當代研究者王冕森認為庶妃烏拉那拉氏（即日後的惠妃）在康熙八年七月已經懷有身孕，服緞疋數必不低於烏鼐格格（即日後的端嬪董氏）等人，故而推斷她即是安姐、華塞、觀姐三位格格中的其中一人 :259。